# 王賓 (成化戊戌進士)
王賓 （1454年—？），字時暘，四川重慶府合州銅梁縣人，民籍，治《春秋》。

## 生平
十月□十日生，行一。由縣學增廣生中式四川鄉試第十名舉人，會試中式第一百二十八名。年二十五歲中式成化十四年戊戌科第三甲第一百九十三名進士。

## 家族
曾祖王勝宗；祖王仲亨，贈知府；父王億，監察御史；母鐘氏（封孺人）。具慶下，妻潘氏，弟崈；安；富。